# خوری-افرفلاکی
خورِی-اُفِرفلاکِی (به هلندی: Goeree-Overflakkee) یک جزیره و شهرستان در هلند است که در هلند جنوبی واقع شده‌است. خوری-افرفلاکی ۱ متر بالاتر از سطح دریا واقع شده‌است.